# Anton Johan Wrangel (Admiral, 1724)

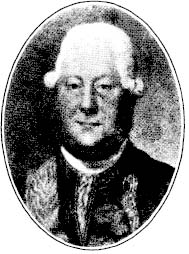
Anton Johan Wrangel der Jüngere

Anton Johan Wrangel (der Jüngere) (* 3. Januar 1724 in Stockholm; † 23. April 1799 in Karlskrona) war ein schwedischer Graf, Admiral der schwedischen Marine und Präsident des Admiralitätsrates.

## Familie

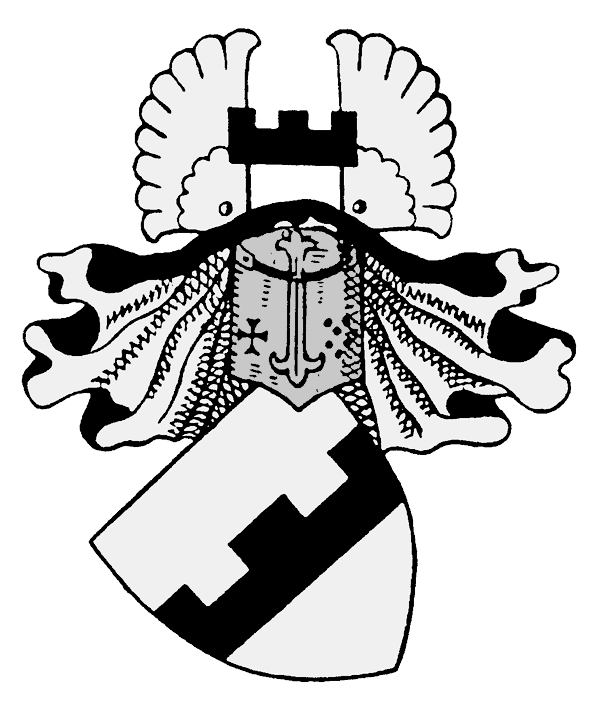
Wappen derer von Wrangel

Anton Johan Wrangel af Sauss wurde am 3. Januar 1724 in Stockholm geboren. Er war der Sohn des Vizeadmirals Anton Johan Wrangel und dessen Frau Katarina Sofia Kruuse.
Anton Johan Wrangel heiratete im Jahre 1759 die Gräfin Regina Charlotta Sparre. Sie war eine Tochter von Erik Arvid Sparre und dessen Ehefrau Charlotta Eleonora Siöblad. Sie wurde 1737 geboren und starb im Jahre 1805.
Wie sein Vater wurde er zum Ritter des königlichen Seraphinenordens ernannt. Des Weiteren Träger der Großkreuzes des Schwertordens.
1776 wurde Anton Johan Wrangel in die schwedische Grafenklasse introduziert (Nr. 93).

## Militärische Laufbahn
Wrangel trat 1740 als Offizieranwärter in die schwedische Marine ein. 1742 Beförderung zum Leutnant und 1748 zum Kapitänleutnant. Im Jahre 1749 wurde er zum Kapitän und im Jahre 1754 zum Kommandeur eines Seegeschwaders ernannt.
1765 Ernennung zum Generaladjutant. Er saß von 1765 bis 1766 als Verbindungsoffizier der Admiralität im Reichstag. 1766 wurde Wrangel zum Direktor des Kadettenkorps ernannt. Drei Jahre später wurde Wrangel zum Vizeadmiral und noch im selben Jahr zum Schoutbynacht ernannt.
Zehn Jahre nach dem Tod seines Vaters wurde Wrangel zum Oberkommandeur von Karlskrona ernannt. Ein Jahr später Beförderung zum Admiral. Im Jahre 1766 wurde er der erste Admiral der schwedischen Marine und Oberkommandierender der Flotte.
Nach dem Tod von Generaladmiral Henrik von Trolle im Jahre 1784 wurde Wrangel zum Generaladmiral ernannt. Während der Seeschlacht von Hogland war Wrangel, nach Aussage des Großadmirals Herzog Karl, der Oberbefehlshaber der Flotte und habe eine Katastrophe für die schwedische Flotte abgewendet. Offiziell wird Admiral Henrik Otto Nordenskiöld als Oberbefehlshaber der Flotte geführt.
1790–1792 erneut Oberbefehlshaber in Karlskrona und 1794 wurde Wrangel zum Präsidenten des Admiralitätsrates ernannt. 1797 Ernennung zum Vorsitzender des Ausschusses für Marineangelegenheiten.